# Krokskär, Nynäshamns kommun

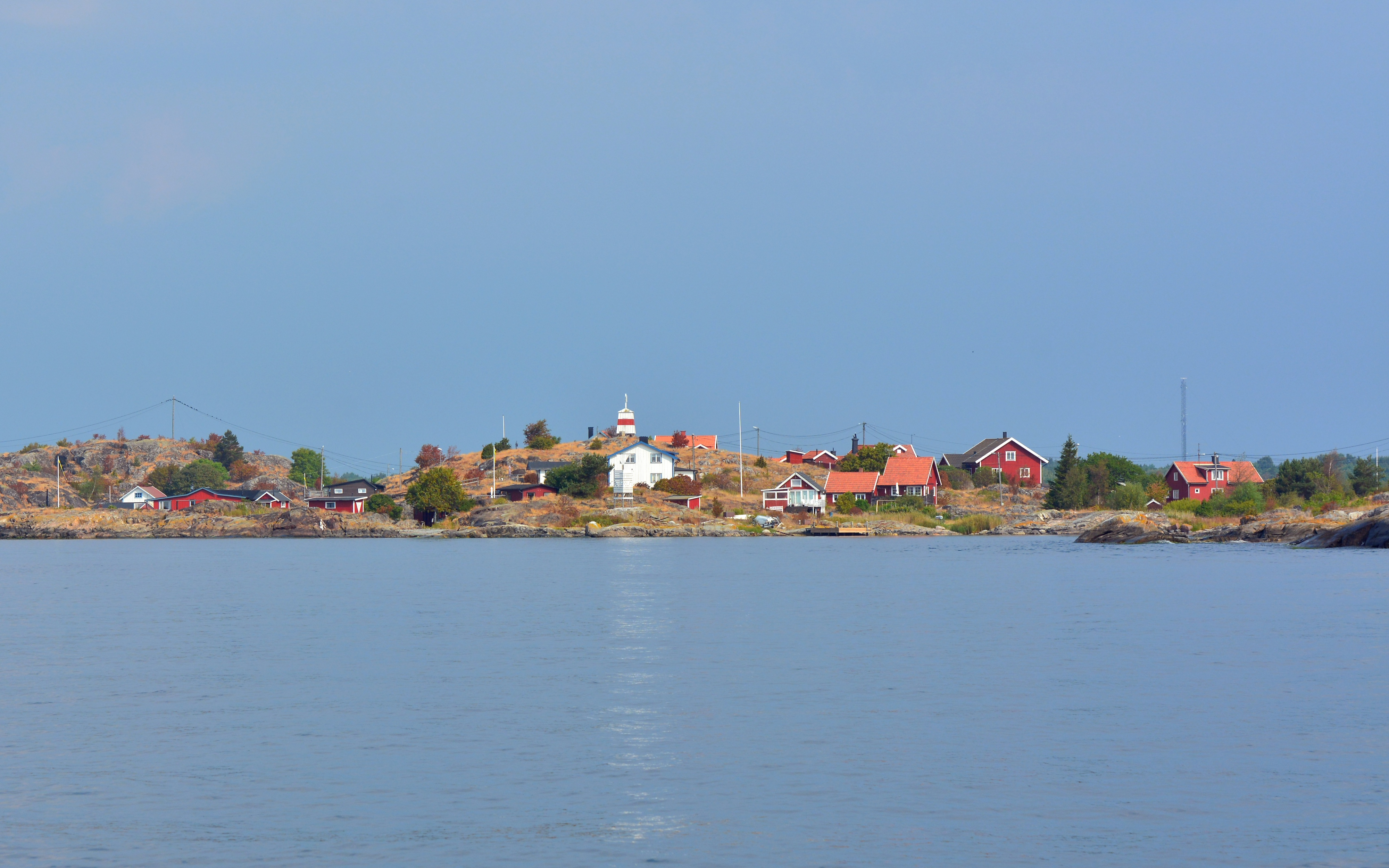
Fiskebyn på Krokskär.

Krokskär är en ö i Nynäshamns kommun, Torö socken mellan Öja och Ankarudden.
På ön finns ett gammalt fiskeläge som även haft lotsplats. Farleden genom skärgården har efter gammalt gjort en krok runt Krokudden, och viken mot Ankarudden användes tidigare som en viktig naturhamn. Lotsar och tulltjänstemän bodde på ön från 1600-talet fram till slutet av 1800-talet men minskade därefter och lotspassningen upphörde helt 1905. Idag finns en del äldre timrade stugor bevarade, annars är bebyggelsen mestadels från 1900-talet. Ön hade i början av 2000-talet ett tiotal bofasta.